# Tritia denticulata
Tritia denticulata is een slakkensoort uit de familie van de fuikhorens (Nassariidae). De wetenschappelijke naam van de soort werd in 1852 voor het eerst geldig gepubliceerd door A. Adams.